# Індустріальне Запоріжжя
«Індустріальне Запоріжжя» (рос. Индустриальное Запорожье («Индустриалка») — найстаріше видання Запоріжжя, обласна газета російською мовою. Газета є членом Української асоціації видавників періодичної преси (УАВПП). Власником і видавцем є ТДВ «Редакція газети "Індустріальне Запоріжжя"».
До 2016 року газета виходила чотири рази на тиждень: вівторок, четвер («Індустріальне Запоріжжя — Панорама»), п'ятниця, субота. Нині (2019 рік) виходить тільки щочетверга, як щотижневик «Індустріальне Запоріжжя — Панорама» з ТБ-програмою на 24 сторінках. У кольорі — розворот і обкладинка. Тираж, який вказаний у вихідних даних, — 86 910 екземплярів. Фірмовий колір — червоний і синій[джерело?].

## Історія
Газета видається з 24 лютого 1939 року.
З травня 1945 року називалася «Запорізькою правдою». З 1 квітня 1963 року газету розділили на «Запорізьку правду» (для сільського населення) та «Індустріальне Запоріжжя» (для населення промислових районів).
У 1970—1980-ті роки ХХ століття — «Індустріалка» була центральною газетою Запоріжжя і належала міському комітету КПРС.
Новий виток популярності — «час війни» за посаду міського голови між бізнесменом Володимиром Кальцевим і Олександром Поляком (2001 рік). Поряд з телеканалом «Хортиця», газетою «Наше Время Плюс» — газета становилась, після програшу на виборах Кальцева, як одне із «вогнищ опозиції». «Війна» закінчується для газети «Індустріальне Запоріжжя» сумно, її перекуповують і вона стає «пристосуванцем». Власників газети пов'язували з таким підприємством, як «Запоріжсталь» і ім'ям тодішнього мера Запоріжжя Є. Карташова (його завжди «пов'язували» з «Запоріжсталлю»)[джерело?].
Як ТРК «Запоріжжя» для телевізійників є «кузнею кадрів», так і газета «Індустріальне Запоріжжя» — до 2008 року була основною «кузнею» для газетярів.
Інтернет-видання з 29 січня 2004 року.
У 2005 році було запущено активну рекламу газети на запорізькому телеканалі «TV5».
У 2006 році було створено вебсайт www.iz.com.ua. 
З 2013 року працює, як повноцінний портал новин.
У 2016 році редакція газети залишила «Будинок Друку», де базувалася з моменту його споруди, і переїхала в будівлю телеканалу «TV5».
Газета друкується у ТОВ «Видавничий Дім "Кераміст"».